# クチナシ属
クチナシ属（クチナシぞく、学名：Gardenia）は、アカネ科の植物の属であり、アフリカ、南アジア、オーストラリアおよびオセアニアの熱帯および亜熱帯の地域に自生している。
属名は、スコットランド生まれのアメリカの博物学者であるアレキサンダー・ガーデン （1730-1791）にちなんでカール・リンネとジョン・エリスが名付けた。
常緑低木で、1-15メートルに成長する。葉は対生または三輪生、四輪生であり、長さ5-50センチメートル、幅3-25センチメートルである。濃い緑色で革状の質感と光沢がある。花は 直径5-12センチメートルで、5-12弁で基部は筒状の花冠を付ける。色は、白または淡黄色で、単独あるいは小さな房状に咲く。春半ば頃から真夏にかけて咲き、多くの種で強く香りを放つ。

## 利用
本属の種のうちタイ、インドネシア、インドに生育する特定のものはインドで「ガーデニア」、判子業界で「アカネ」、木材業界では「シャムツゲ」や「本ツゲ」と呼ばれ、日本産のツゲ科のツゲとは材の色合いや挽いた感触がほぼ同じで区別がつきにくいが、両者の分類学的な関連性は強くない。材の色は黄色で、年輪が目立たず肌目の緻密な木目であり、細かい彫りが可能であることから判子、重さがあって強いことからそろばんの玉に用いられる。

## 主な種
- Gardenia anapetes A.C.Sm. - フィジーのバヌアレブ島南西部固有種[5]。
- Gardenia brighamii H.Mann - ハワイ諸島固有種[6]。
- Gardenia boninensis (Nakai) Tuyama ex T.Yamaz. オガサワラクチナシ[7] - 小笠原諸島固有種[8]。
- Gardenia candida A.C.Sm. - フィジーのバヌアレブ島固有種[9]。
- Gardenia carinata Wall. ex Roxb. ハネミクチナシ[10]（別名: マレークチナシ、英: Malayan gardenia[11]）- タイからマレー半島にかけて分布[8]。
- Gardenia collinsiae Craib プッド（タイ語: พุด (phút)、慣用表記: pud）[11] - タイと恐らくベトナムに分布[8]。
- Gardenia coronaria Banks[12][注 1] - インドから半島マレーシアにかけて分布[8]。
- Gardenia gordonii
- Gardenia grievei
- Gardenia gummifera
- Gardenia hillii
- Gardenia hutchinsoniana
- Gardenia jasminoides J.Ellis クチナシ[7] - インドシナから日本南部にかけて分布[8]。
- Gardenia latifolia Aiton インドボックスウッド（英: Indian boxwood）[11] - 直訳すると〈インドのツゲ〉である。インドからバングラデシュにかけて分布[8]。
- Gardenia mannii H.St.John & Kuykendall - ハワイ諸島オアフ島の固有種[14]。
- Gardenia manongarivensis Rakoton. & A.P.Davis - マダガスカルの固有種で、アンツィラナナ州に見られる[15]。
- Gardenia pyriformis
- Gardenia remyi H.Mann - ハワイ諸島固有種[16]。
- Gardenia resinifera Roth（シノニム: G. lucida Roxb.） - インド、バングラデシュ、ミャンマーに分布[8]。
- Gardenia scabrella
- Gardenia storckii
- Gardenia taitensis DC. ティアレ（タヒチ語: tiare）- 南西太平洋に分布[8]。
- Gardenia thunbergia
- Gardenia transvenulosa
- Gardenia tubifera Wall. ex Roxb.（シノニム: G. resinifera Korth., nom. illeg.）チェンパカウタン（マレー語: cempaka hutan; 別名: ジャンブガジャ マレー語: jambu gajah）[11] - インドシナから西マレーシアにかけて分布[8]。
- Gardenia vitiensis Seem. - フィジー固有種で、バヌアレブ島のマズアタ州（Macuata Province）東部で採取されたことがあるのみである[17]。
- Gardenia volkensii - エチオピアから南アフリカにかけて分布[8]。
  - G. volkensii subsp. spathulifolia (Stapf & Hutch.) Verdc.（シノニム: G. spathulifolia Stapf & Hutch.）- アフリカ南部に分布[8]。

## 画像

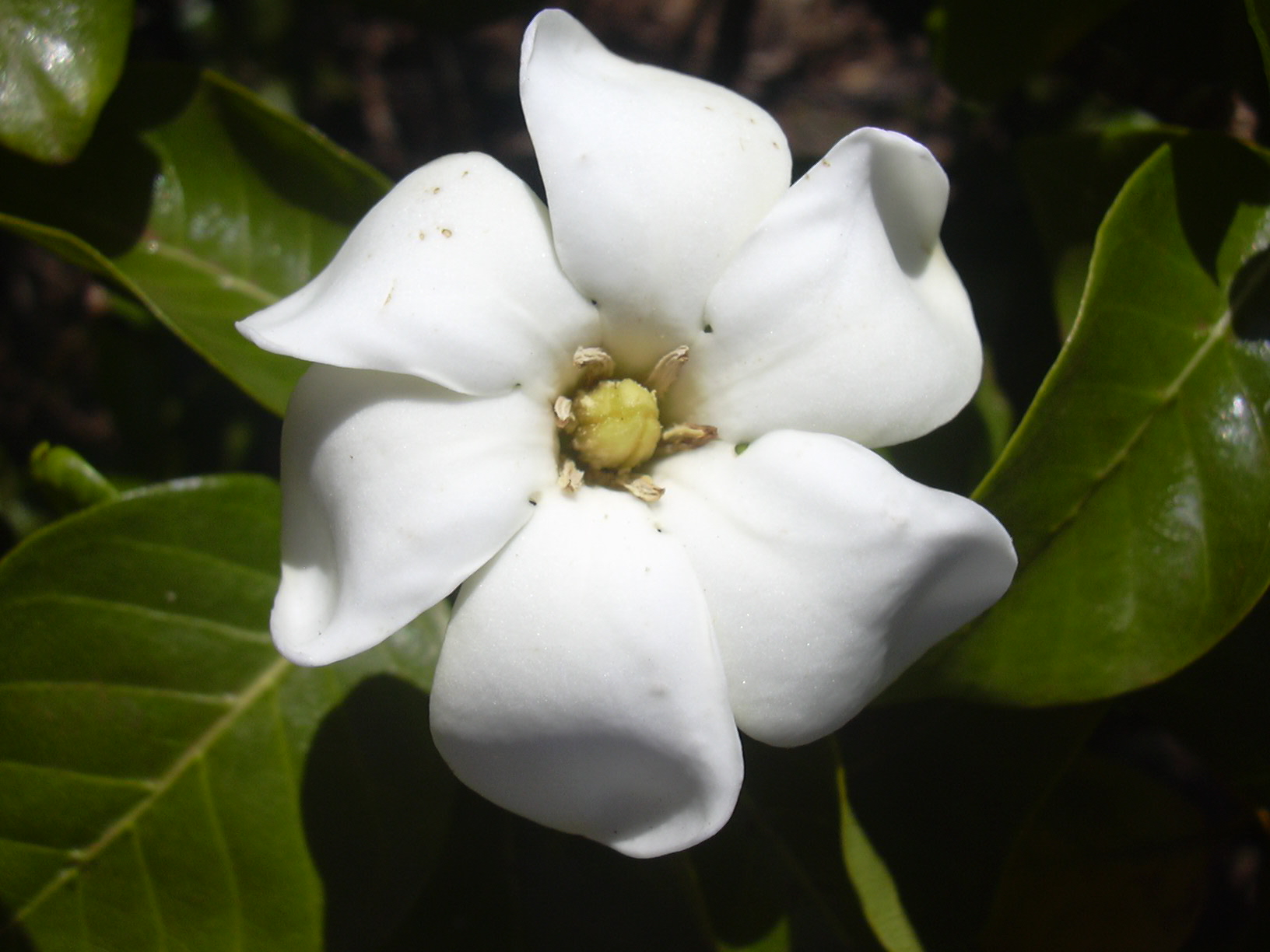
Gardenia brighamii
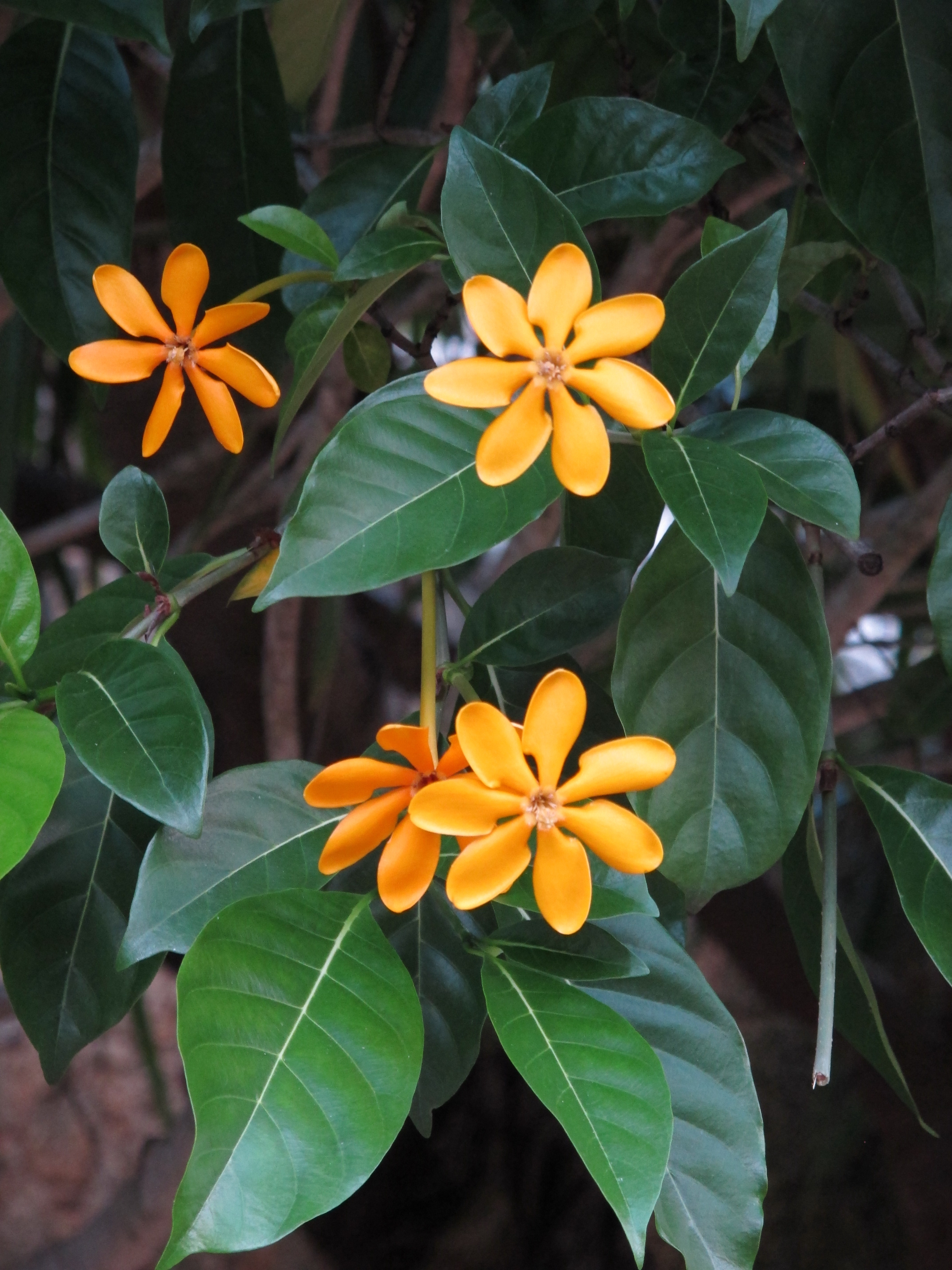
ハネミクチナシ G. carinata
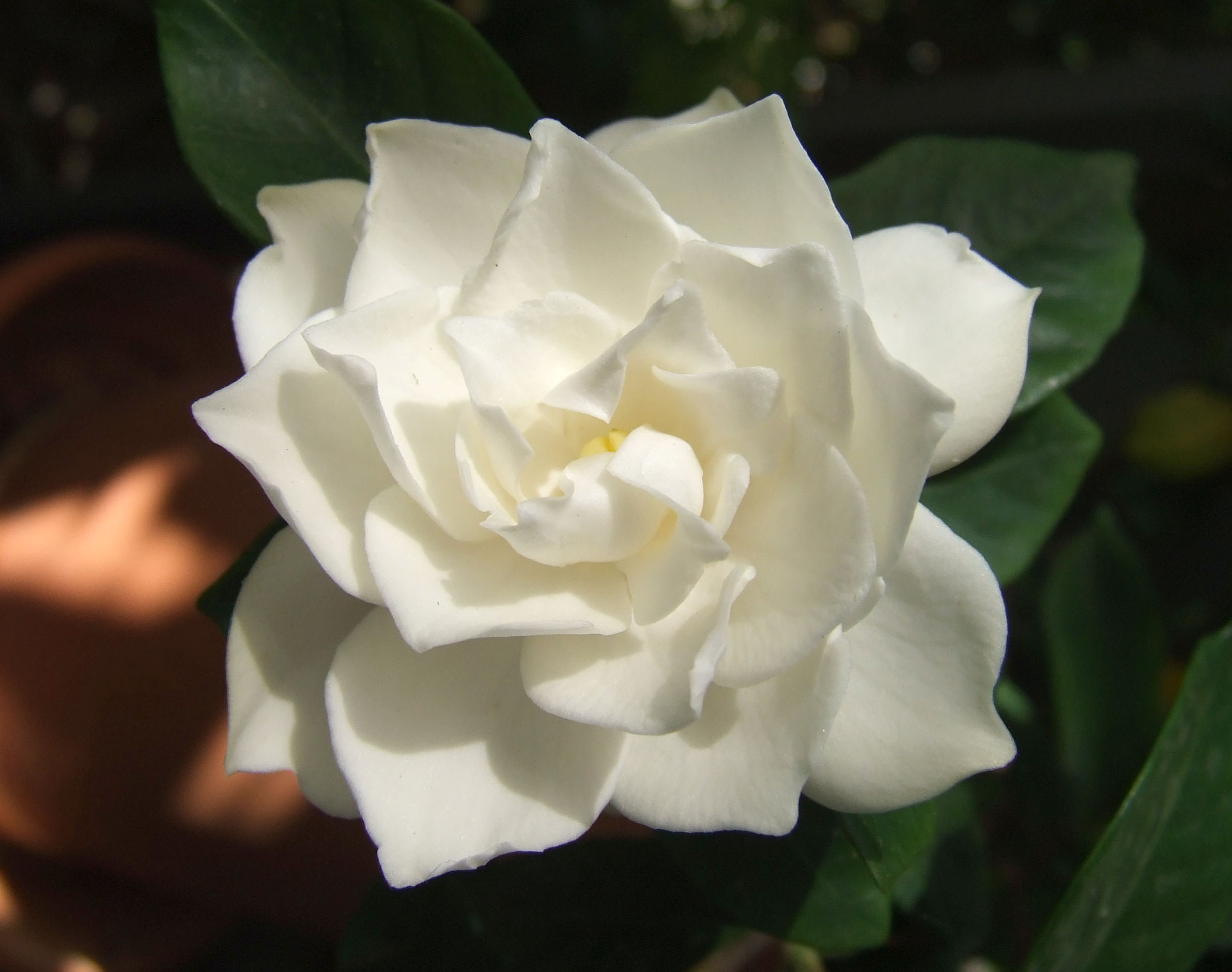
G. jasminoides 'Plena'
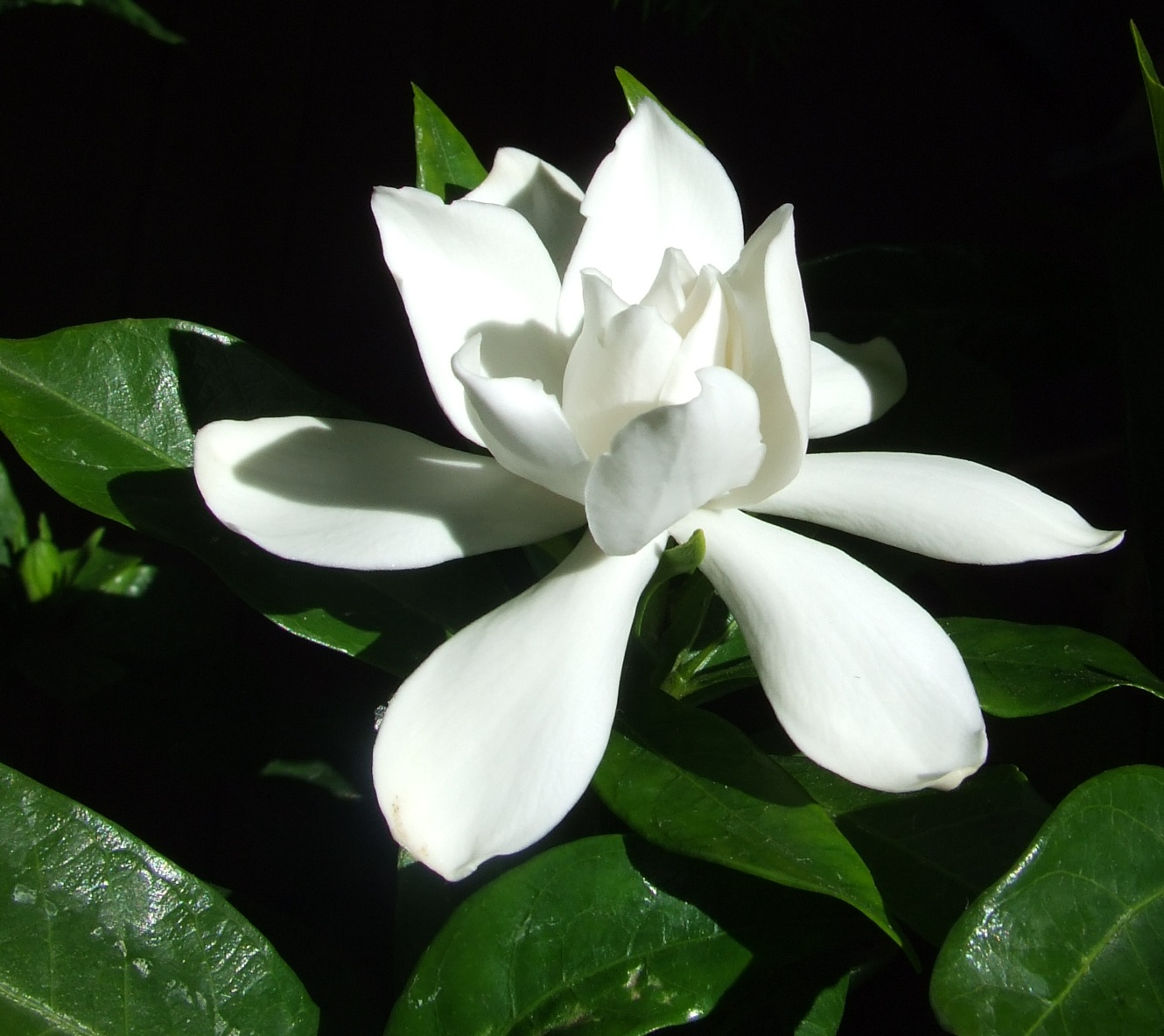
G. jasminoides 'Radicans'
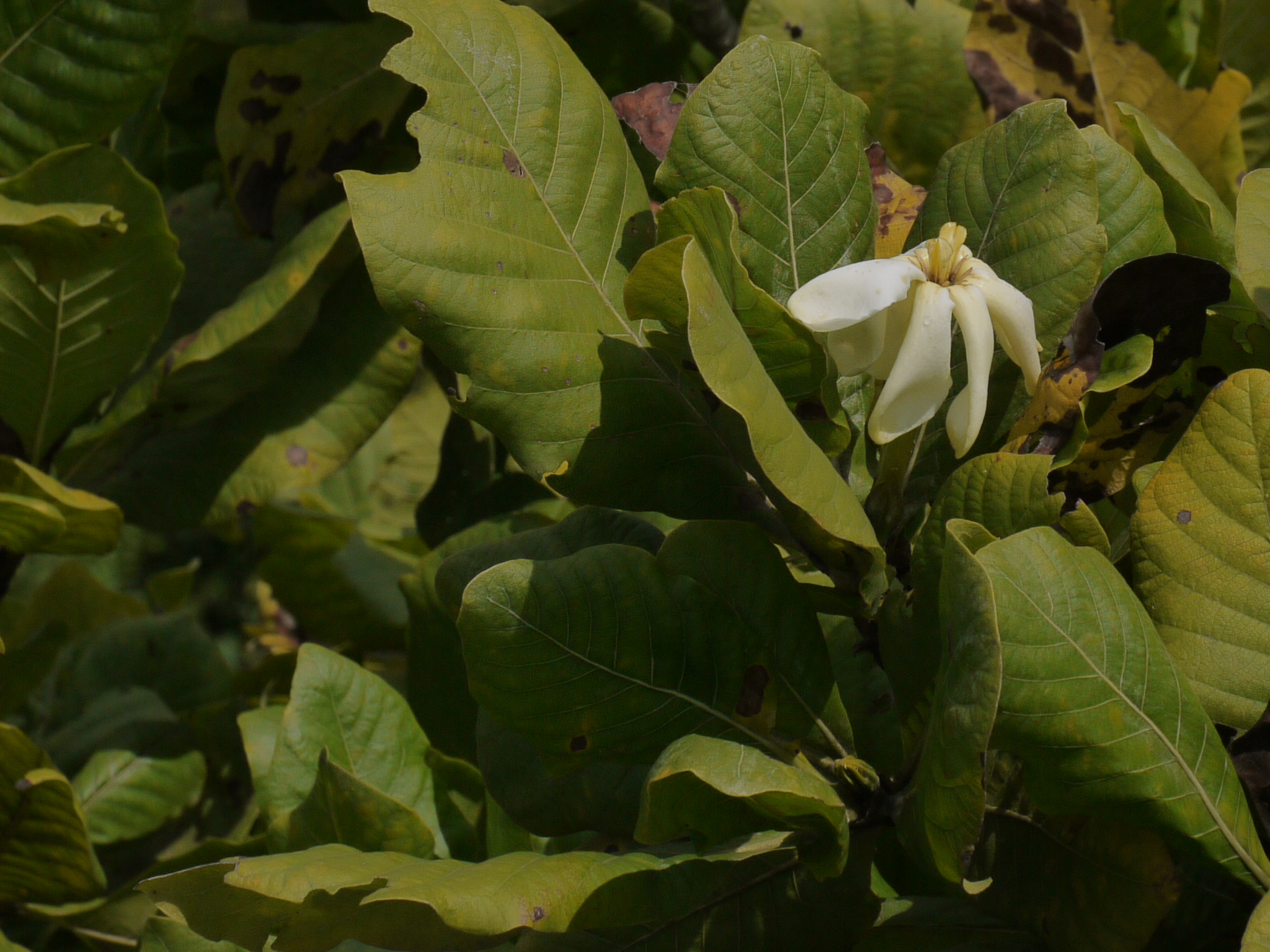
インドボックスウッド G. latifolia
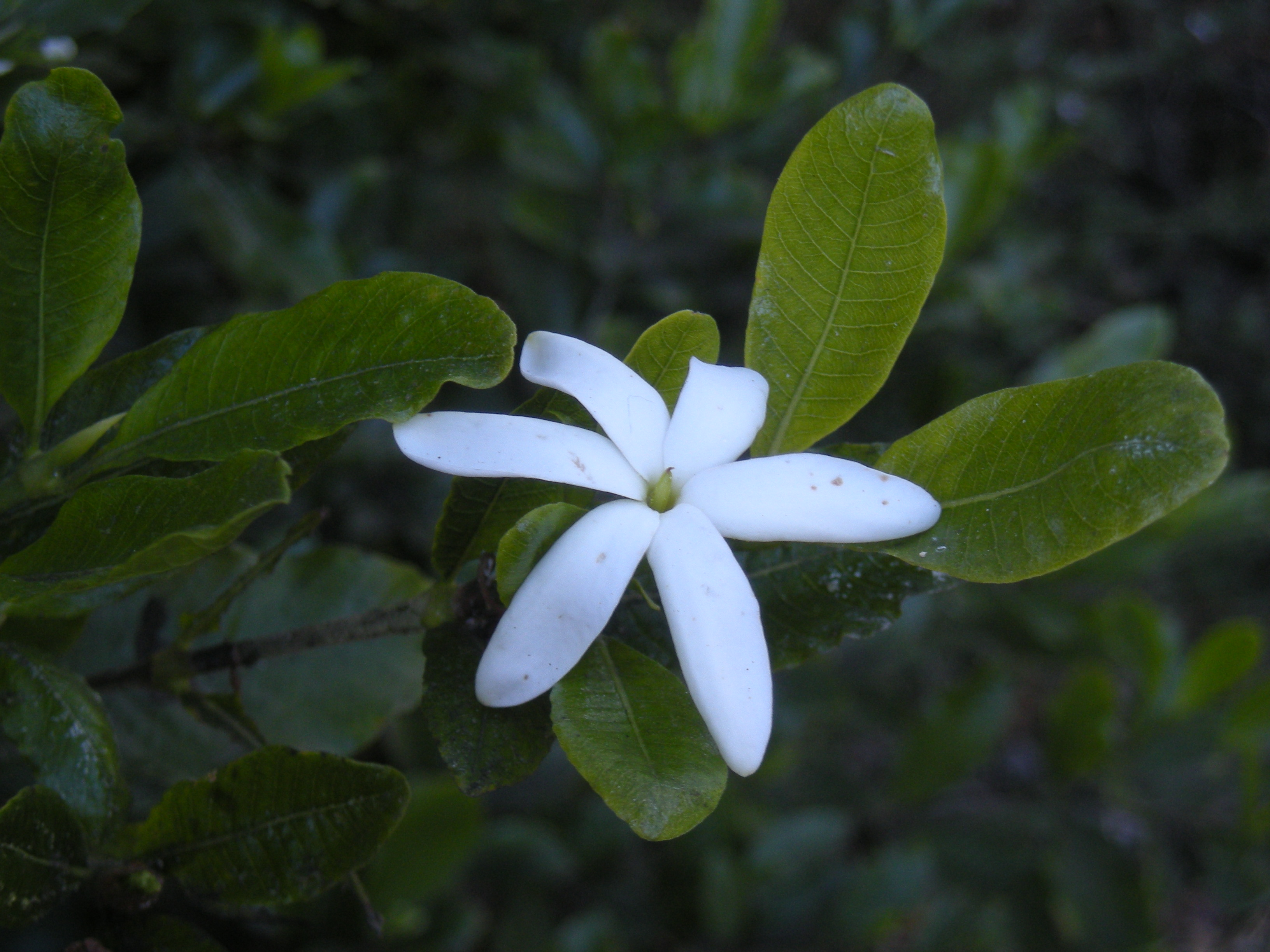
G. psidioides
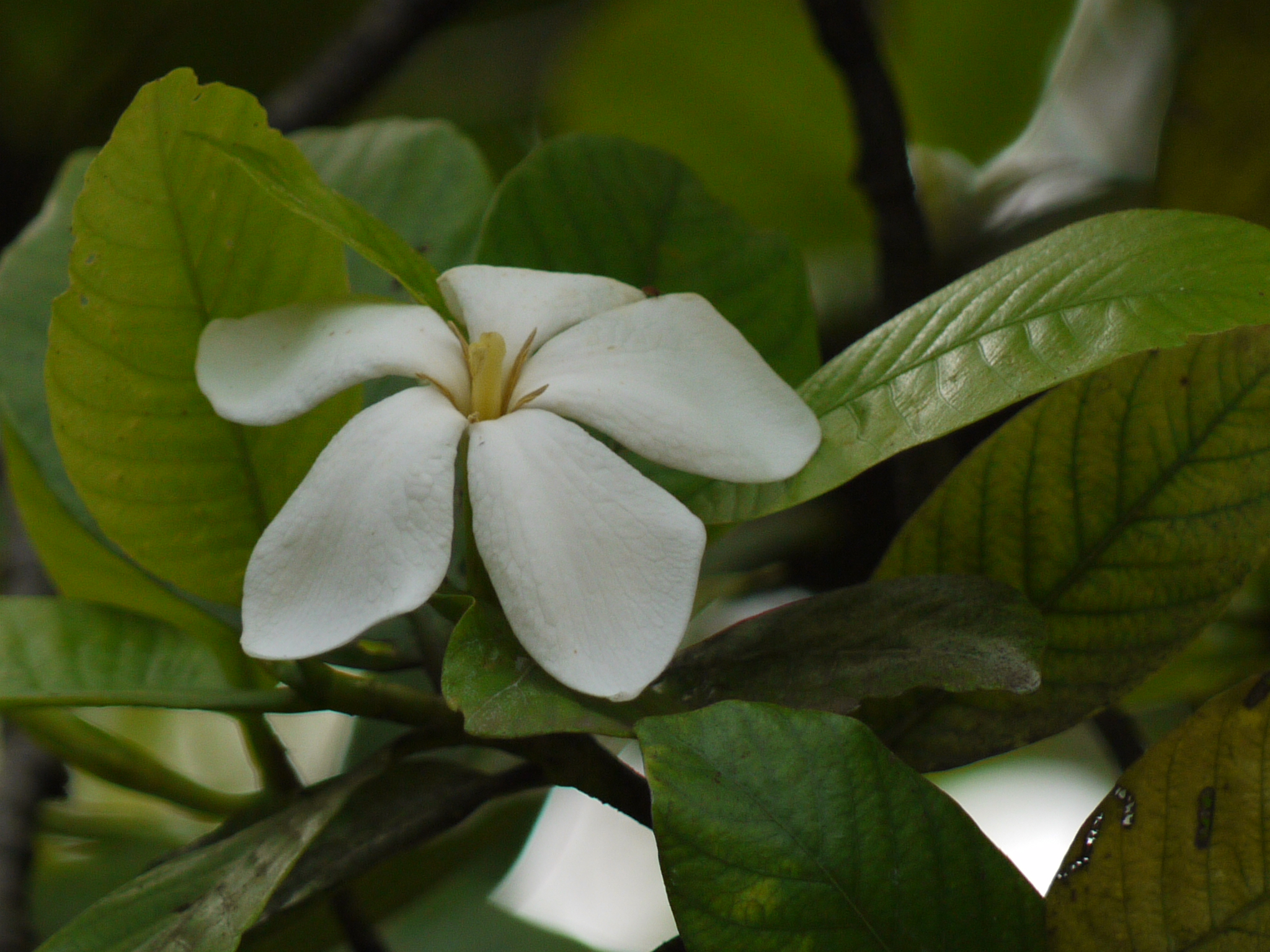
G. resinifera Roth
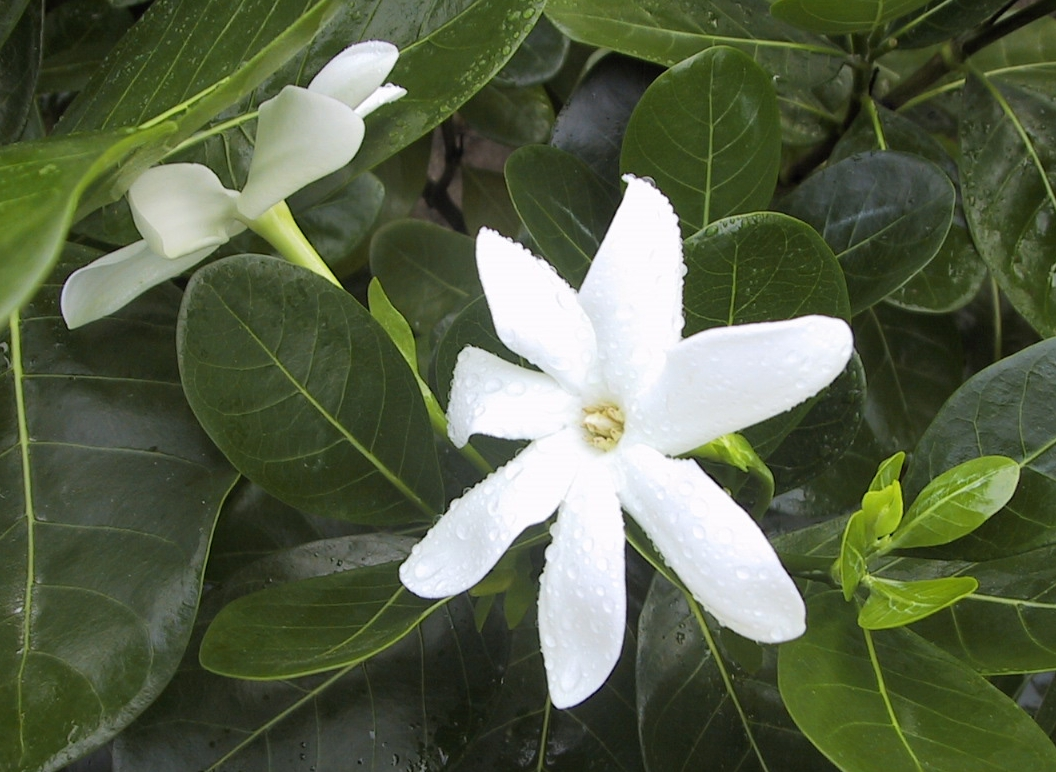
ティアレ G. taitensis
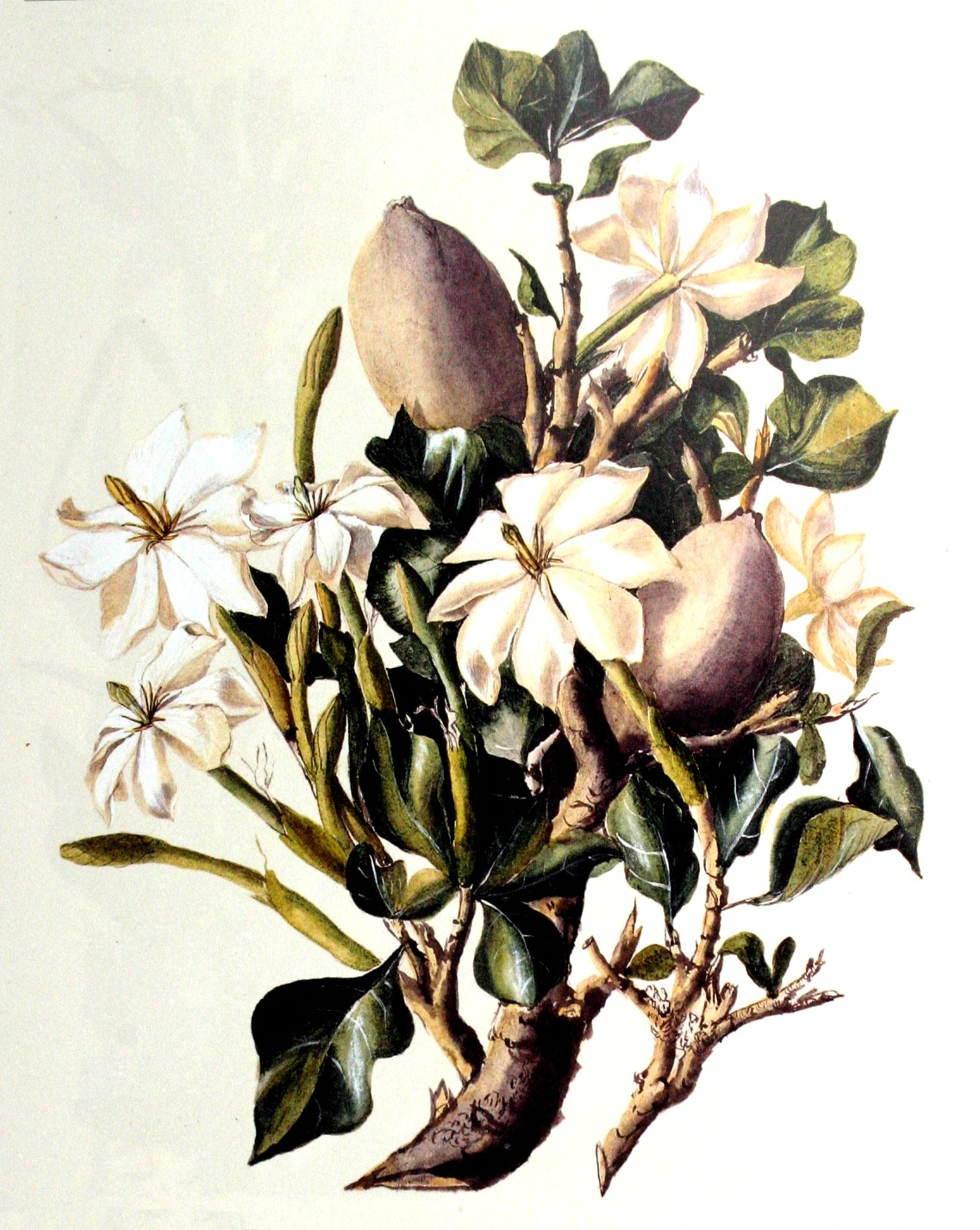
Gardenia thunbergia by Edith Struben (1868-1936)
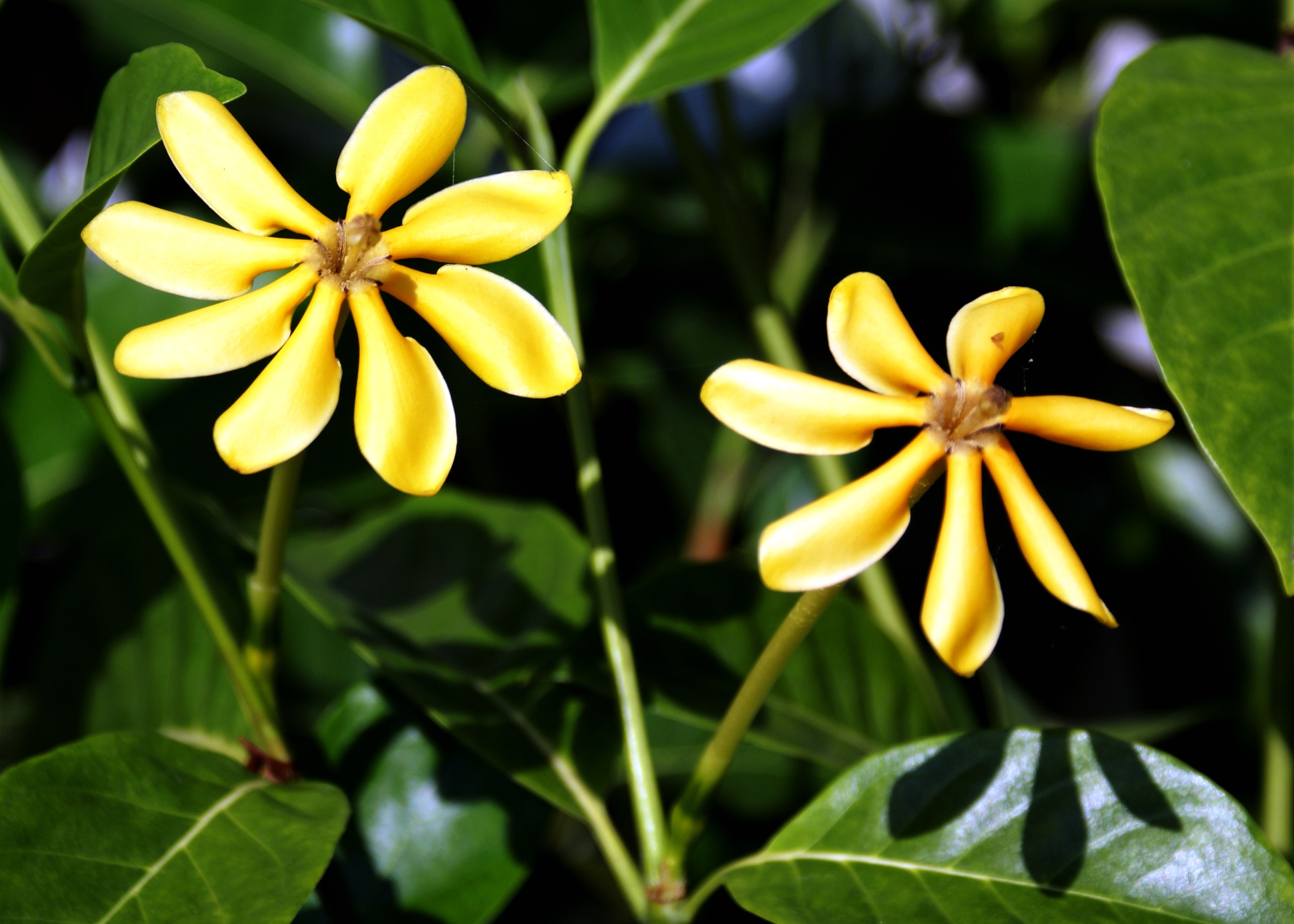
チェンパカウタン G. tubifera
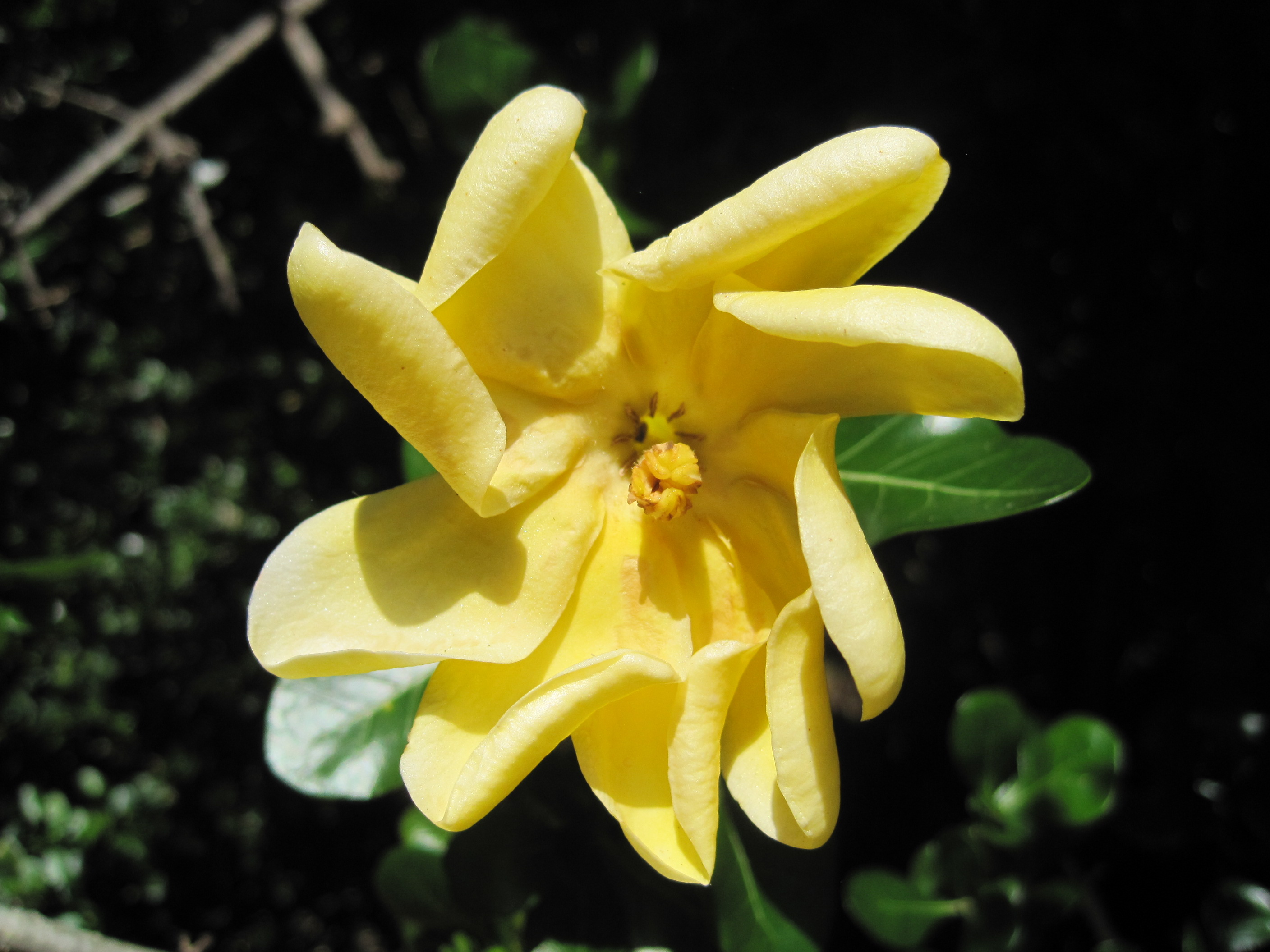
G. volkensii 花
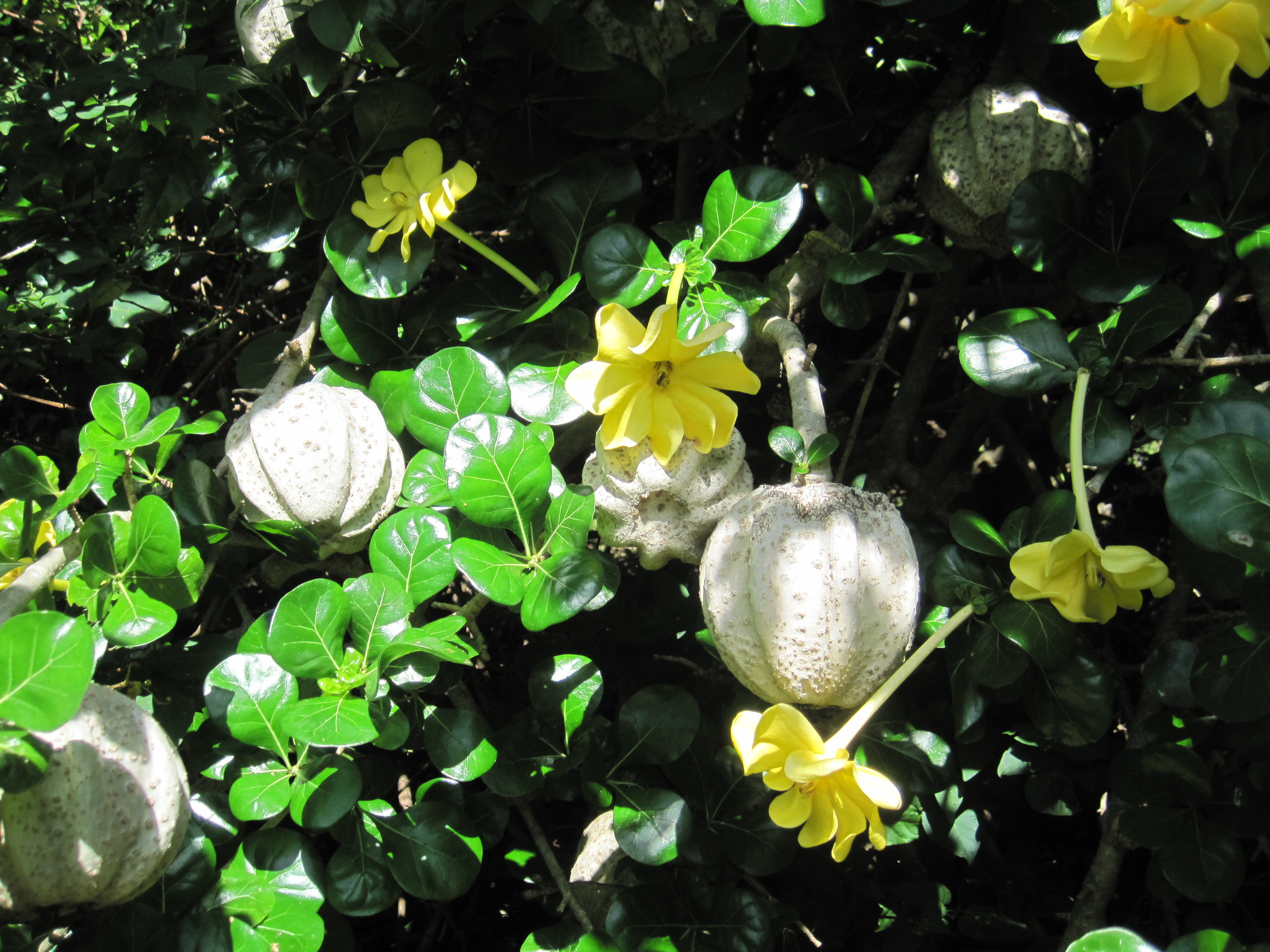
G. volkensii 葉、花、果実
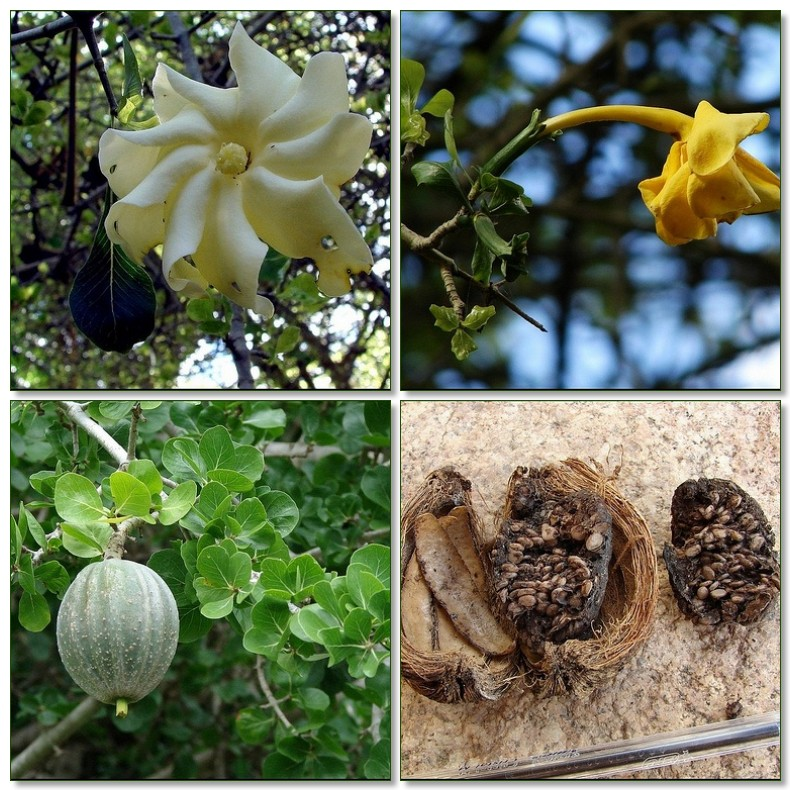
G. volkensii subsp. spathulifolia